# Harald Lastovka

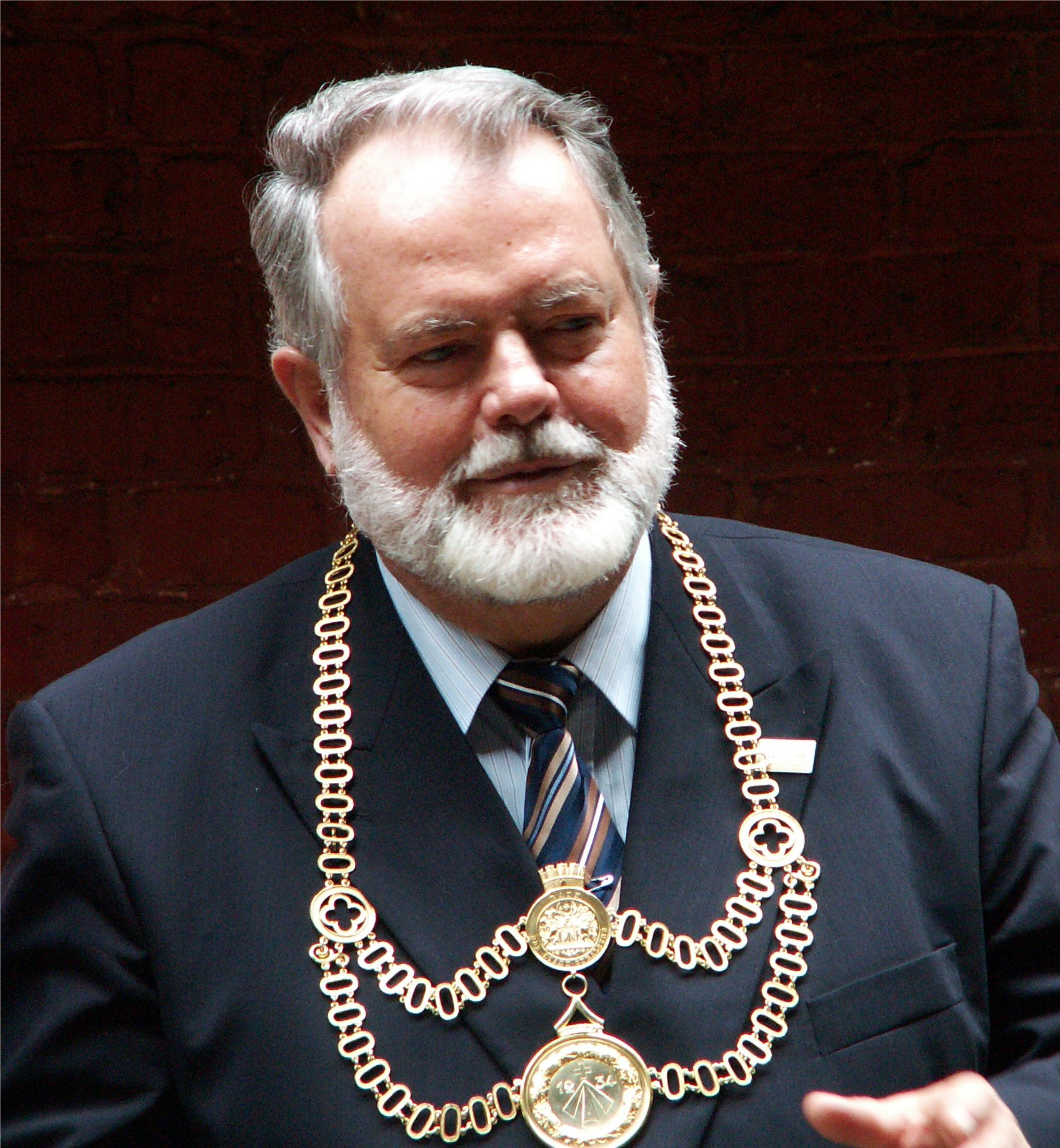
Harald Lastovka, 2008

Harald Lastovka (geboren am 7. August 1944 in Trautenau; gestorben am 25. August 2016 in Stralsund) war ein deutscher Politiker (CDU). Er war von Mai 1990 bis Oktober 2008 Oberbürgermeister der Hansestadt Stralsund.
Harald Lastovka wurde 1944 in Trautenau im Riesengebirge geboren. Nach der Vertreibung der Familie kam er im Jahr 1946 in einem Flüchtlingsheim auf dem Gelände der Landesheilanstalt Stralsund unter. Nach dem Schulbesuch begann er 1961 eine Lehre zum Dampflokomotivenschlosser und war anschließend bis 1965 als Schlosser bei der Deutschen Reichsbahn tätig. Von 1965 bis 1968 studierte Harald Lastovka Maschinenbau an der Ingenieurschule in Wismar; von 1968 bis 1989 war er als Softwareentwickler beim VEB Robotron tätig, danach wieder bei der Deutschen Reichsbahn.
Im Februar 1990 trat Harald Lastovka der CDU bei. Am 29. Mai 1990 wurde er Oberbürgermeister der Stadt Stralsund. Er war von 1991 bis 2001 Mitglied des CDU-Landesvorstandes in Mecklenburg-Vorpommern. Für die dritte Wahlperiode in der Funktion des Oberbürgermeisters setzte er sich im Mai 2001 in der Direktwahl zum Oberbürgermeister im zweiten Wahlgang gegen Karsten Neumann (PDS) durch. Bei der Wahl zum Oberbürgermeister im Mai 2008 trat Lastovka aus Altersgründen nicht mehr an. Sein Nachfolger im Amt wurde Alexander Badrow.
Als Höhepunkt seiner politischen Laufbahn sah Lastovka den Besuch von US-Präsident George W. Bush am 13. Juli 2006 in der Stadt Stralsund an. Der von ihm intensiv betriebene Versuch, die Sparkasse Hansestadt Stralsund zu privatisieren, erregte in den Jahren 2003 und 2004 große Aufmerksamkeit.
Harald Lastovka war seit 1969 verheiratet. Seine Ehefrau Marianne Lastovka ist als Rechtsanwältin mit Kanzlei in Stralsund tätig. Das Ehepaar hatte einen Sohn, der sich ebenfalls in der Lokalpolitik engagiert.